# Provincia de Sogn og Fjordane
El condado de Sogn og Fjordane (en noruego: Sogn og Fjordane fylke) fue hasta 2020 un condado noruego ubicado en el oeste del país. Tenía una superficie de 18 619 km² y 109 170 habitantes según el censo de 2015. Era vecino de los condados de Møre og Romsdal, Oppland, Buskerud y Hordaland. Su centro administrativo estaba ubicado en Hermansverk, en el municipio de Leikanger.
Se fusionó con el condado de Hordaland el 1 de enero de 2020 para convertirse en el condado de Vestland.

## Etimología
Su nombre significa literalmente «sogn y los fiordos», debido a la cantidad de fiordos que se encuentran en su territorio, especialmente el Sognefjord al sur.

## Historia
Durante la época vikinga, el territorio actual de Sogn og Fjordane formaba parte del reino de Sogn.

## Dialecto
Sogn og Fjordane es la única provincia de Noruega en la cual todos sus municipios han declarado la variante nynorsk del idioma noruego como forma oficial de comunicación. Las señales vehiculares, periódicos y demás medios escritos y orales se elaboran enteramente en nynorsk.

## División administrativa

### Municipios
Sogn og Fjordane se divide en 26 municipios:

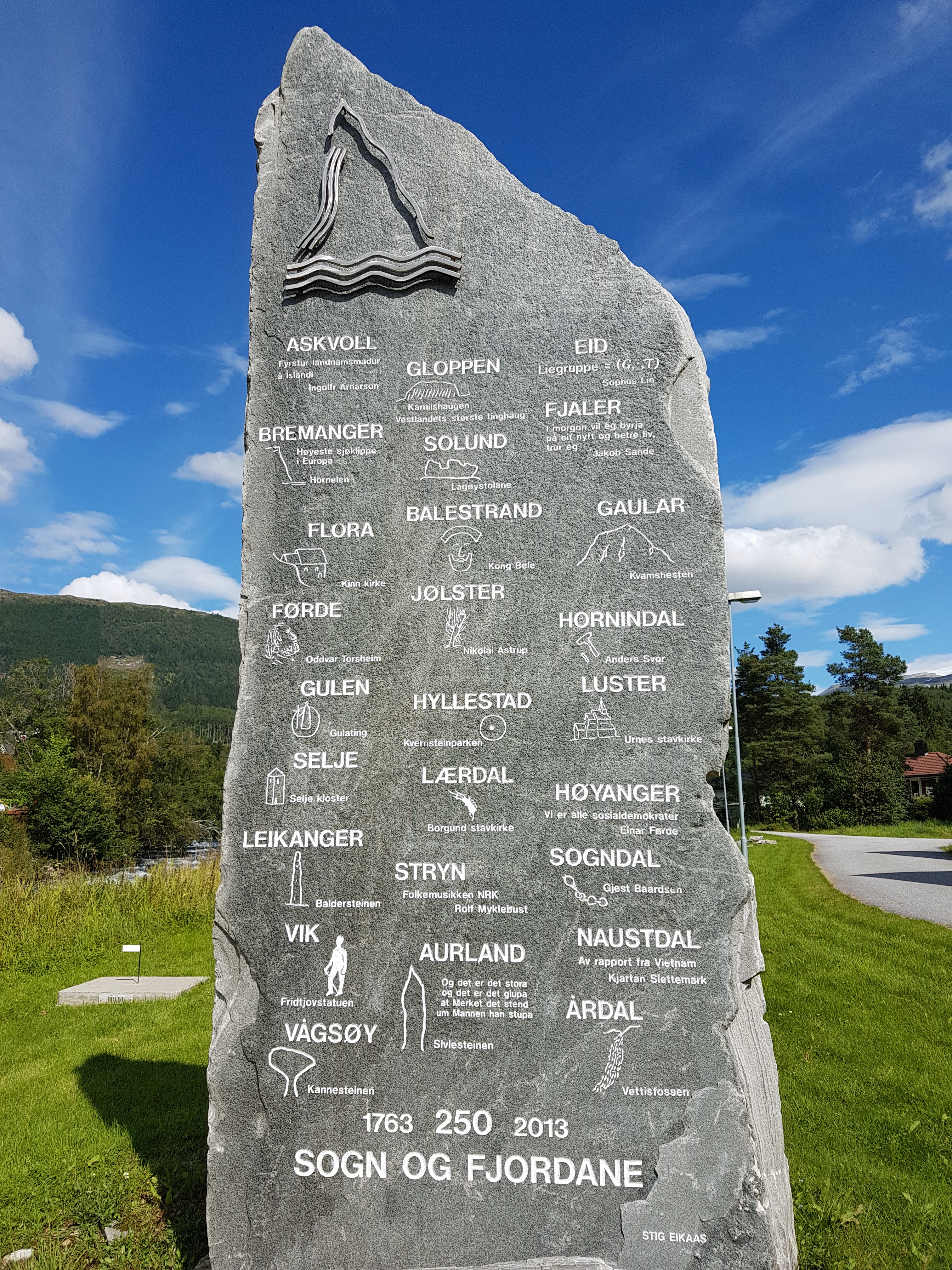
Piedra en Byrkjelo mostrando algunos de los municipios principales

- Årdal
- Askvoll
- Aurland
- Balestrand
- Bremanger
- Eid
- Fjaler
- Flora
- Førde
- Gaular
- Gloppen
- Gulen
- Hornindal
- Høyanger
- Hyllestad
- Jølster
- Lærdal
- Leikanger
- Luster
- Naustdal
- Selje
- Sogndal
- Solund
- Stryn
- Vågsøy
- Vik

### Localidades
- Årdalstangen
- Askvoll
- Aurlandsvangen
- Austreim
- Balestrand
- Brandsøy
- Bremanger
- Bryggja
- Byrkjelo
- Byrknes
- Dale
- Eikefjord
- Eivindvik
- Farsund
- Flekke
- Florø
- Førde
- Gaupne
- Grodås
- Hafslo
- Hardbakke
- Hermansverk/Leikanger
- Holevik
- Høyanger
- Innvik
- Kalvåg
- Kaupanger
- Kjørnes
- Kyrkjebø
- Langhaugane
- Lærdalsøyri
- Leikanger
- Måløy
- Mogrenda
- Naustdal
- Nordfjordeid
- Olden
- Øvre Årdal
- Raudeberg
- Re
- Sandane
- Sande
- Seimsdalen
- Selje
- Skei
- Sogndalsfjøra
- Stryn
- Svelgen
- Torvika
- Vassenden
- Viksøyri